# Pancrazio (nome)
Pancrazio  è un nome proprio di persona italiano maschile.

## Varianti
- Maschili: Brancazio[5][6]
  - Ipocoristici: Branca[5][6]
- Femminili: Pancrazia[3][5]

### Varianti in altre lingue
- Basco: Pangartzi[7]
- Catalano: Pancraç[7]
- Ceco: Pankrác
- Francese: Pancrace
- Greco antico: Παγκράτης (Pankrátes)[1][3], Παγκράτιος (Pankrátios)[2][4]
- Inglese: Pancras[2][4]
- Latino: Pancratius[1][2][4]
- Polacco: Pankracy
- Russo: Панкратий (Pankratij)[2][4]
- Slovacco: Pankrác
- Sloveno: Pankracij
- Spagnolo: Pancracio[7]
- Tedesco: Pankraz[2][4]
- Ungherese: Pongrác

## Origine e diffusione
Continua il nome greco antico Παγκράτιος (Pankrátios) o Παγκράτης (Pankrátes), latinizzato in Pancratius: è derivato direttamente dall'aggettivo παγκρατής (pankratḗs) formato da παν- (pan, "tutto") e κρᾰ́τος (krátos, "potenza", "forza"), con il significato complessivo di "onnipotente", "che può tutto". Entrambi gli elementi che lo compongono sono frequenti nell'onomastica greca: pan si ritrova anche in Pamela, Pandora, Panfilo e Panagiōtīs, mentre kratos è in Socrate e Ippocrate.
L'aggettivo era un epiteto di Zeus, e probabilmente le prime occorrenze del nome furono dovute al culto del dio greco; il nome viene poi adottato tra i cristiani a Roma, e in ambito bizantino venne usato anche come titolo di Cristo. 
È un nome tipico del Sud Italia, in particolare della Sicilia (dove, grazie al culto di san Pancrazio di Taormina, si trova un quarto delle occorrenze), ma diffusosi in tutta Italia per immigrazione interna; negli anni 1970 si contavano circa 2800 uomini con questo nome, più trecento donne battezzate con la sua forma femminile. La forma Brancazio è tipicamente toscana, e la sua forma tronca "Branca" può anche derivare da Brancaleone.
Il nome giunse in Inghilterra quando papa Gregorio Magno vi fece trasferire le reliquie di san Pancrazio, ma è ad oggi considerato arcaico.

## Onomastico

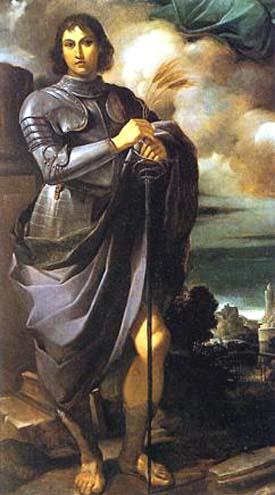
San Pancrazio

L'onomastico si può festeggiare l'8 luglio in ricordo di san Pancrazio, primo vescovo di Taormina e martire, oppure il 12 maggio in memoria di un altro san Pancrazio, semi-leggendario, martire a Roma sulla via Aurelia.

## Persone
- Pancrazio di Taormina, vescovo romano
- Pancrazio Amoretti, incisore e fabbro italiano
- Pancrazio Chiruzzi, criminale italiano
- Pancrazio De Pasquale, politico italiano
- Pancrazio Pfeiffer, presbitero tedesco

### Varianti
- Pancrate di Atene, filosofo greco antico
- Pankracije Barać, cestista croato
- Pancrace Bessa, pittore, incisore e illustratore francese